# Omphax shorti
Omphax shorti är en fjärilsart som beskrevs av Louis Beethoven Prout 1912. Omphax shorti ingår i släktet Omphax och familjen mätare. Inga underarter finns listade i Catalogue of Life.